# Theodor van Loon

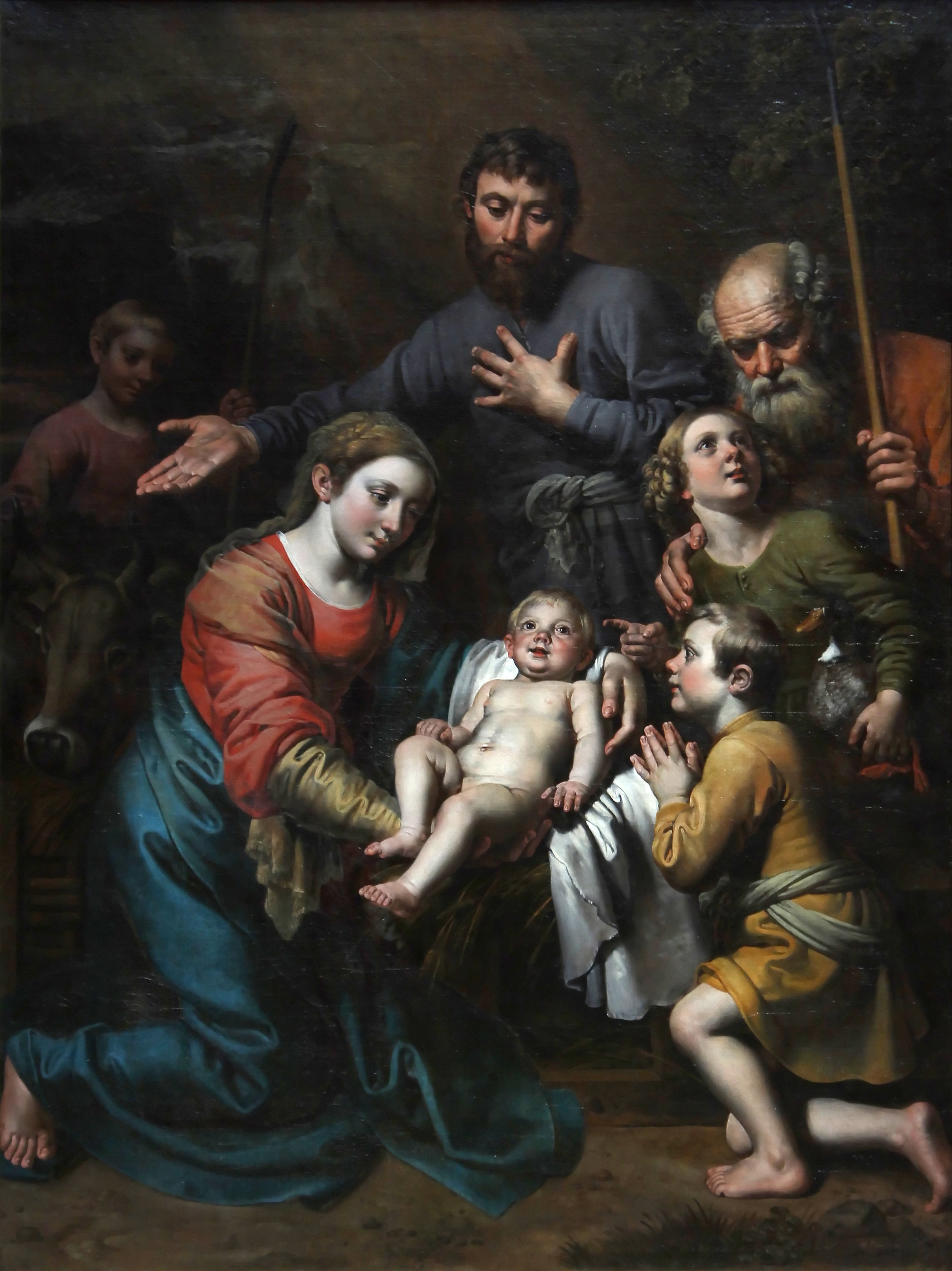
La adoración de los pastores, 1613, Bruselas, Koninklijke Musea voor Schone Kunsten.

Theodor van Loon (Erkelenz, 1581/1582-Maastricht, 1649) fue un pintor barroco flamenco formado en Italia y activo principalmente en Bruselas donde trabajó al servicio de los archiduques Alberto e Isabel Clara Eugenia.

## Biografía
Activo en Roma entre 1602 y 1608, en el taller de un mal conocido pintor de Amberes llamado Jacob de Hase, recibió la influencia de los primeros maestros barrocos romanos, incluyendo algunas sugerencias caravaggistas puestas de manifiesto en sus obras tempranas como el Martirio de san Lamberto (1617), de la iglesia de San Lamberto de Bruselas, inspirado en el Martirio de san Mateo de Caravaggio, pero son los clasicistas Annibale Carracci, Guido Reni y Domenichino los que conforman su estilo maduro.
En 1609 se instaló en Bélgica, aunque todavía volvería a residir en Roma en dos ocasiones, entre 1617 y 1620 y entre 1628 y 1632. En Bruselas, por encargo de los archiduques y contando con la mediación de su arquitecto de corte, Wenzel Coebergher, proporcionó en 1613 una serie de pinturas de la vida de la Virgen para el convento de las carmelitas descalzas y entre 1623 y 1628 los siete grandes cuadros de altar de asunto mariano de la  iglesia de peregrinación de Scherpenheuvel, fundación de los archiduques puesta bajo la advocación de los Siete gozos de María.
El único ejemplo de este artista en museos españoles ha de ser una gran Adoración de los Magos en el palacio de La Quinta (Cudillero).